# أورنافاسو (بلدة)
أورنافاسو هي كومونة (بلدية) في مقاطعة فربانو كوزيو أوسولا في منطقة بييمونتي الإيطالية، وتقع على بعد حوالي 110 كيلومتر (68 ميل) شمال شرق تورينو وحوالي 11 كيلومتر (7 ميل) شمال غرب فيربانيا .

## نظرة عامة
تحد أورنافاسو البلديات التالية: أنزولا دي أوسولا، جرافيلونا توتشه، ميرغوزو، بريموسيلو كيوفيندا. ويوجد في المنطقة مقبرتان من حضارة الليبونتي-كلتيك، والتي يرجع أصلها إلى القرن الثاني قبل الميلاد حتى القرن االأول الميلادي. ومن القرن الرابع عشر إلى نهاية القرن التاسع عشر، كانت أورنافاسو والفراتسيوني التابعة لها من الميغياندون جزيرة مختلطة اللغات، وكانت ألمانية الوالتزرز الأكثر إنتشارا، وذلك بسبب لجوء المهاجرين من منطقة سيمبلون. ولا تزال آثار الثقافة الألمانية قائمة في اللهجة المحلية وفي المهرجانات الشعبية. وكانت أورنافاسو قاعدة لكتيبة فالتوس الحزبية خلال الحرب العالمية الثانية.

## التوأمة
- ناترس، سويسرا

## روابط خارجية
- الموقع الرسمي